# Nörd-Bodvattnet
Nörd-Bodvattnet är en sjö i Sollefteå kommun i Ångermanland och ingår i Ångermanälvens huvudavrinningsområde. Sjön har en area på 0,201 kvadratkilometer och ligger 279,2 meter över havet.

## Delavrinningsområde
Nörd-Bodvattnet ingår i det delavrinningsområde (705197-151446) som SMHI kallar för Utloppet av Nörd-Bodvattnet. Medelhöjden är 304 meter över havet och ytan är 0,78 kvadratkilometer. Det finns inga avrinningsområden uppströms utan avrinningsområdet är högsta punkten. Vattendraget som avvattnar avrinningsområdet har biflödesordning 3, vilket innebär att vattnet flödar genom totalt 3 vattendrag innan det når havet efter 149 kilometer. Avrinningsområdet består mestadels av skog (60 procent). Avrinningsområdet har 0,2 kvadratkilometer vattenytor vilket ger det en sjöprocent på 25,8 procent.